# اوكتافيا إي بتلر
اوكتافيا إي بتلر (بالإنجليزية: Octavia E. Butler) (22 يونيو 1947، باسادينا في الولايات المتحدة - 24 فبراير 2006، ليك فورست بارك في الولايات المتحدة) روائية أمريكية، حاصل على جائزة هوغو لأفضل قصة قصيرة عن «أصوات الكلام» في العام 1984 وجائزة هوغو لأفضل أقصوصة طويلة عن «طفل الدم» في العام 1985.

## نشأتها
نشأت أوكتافيا إي بتلر مع والدتها و جدتها حيث توفي والدها عندما كانت صغيرة جدا . للهروب من ملل الفقر بدأت بتلر الكتابة في سن العاشرة .على الرغم من عسر القراءة ، عندما كانت في الثانية عشر من عمرها ، أصبحت قارئة شغوفة للخيال العلمي  ، بعد مشاهدة فيلم خيال علمي بعنوان Devil Girl from Mars  ، قررت بتلر البدء في إنتاج خيال علمي لا يتجاهل قضايا العرق و الجنس . درست بتلر في مدينة باسادينا  كوليدج  ، جامعة ولاية كاليفورنيا ، وجامعة كاليفورنيا في لوس أنجلوس، وشاركت في برنامج الباب المفتوح لنقابة كتاب الشاشة الأمريكية  ، الغرب (1969 - 70)  ، وورشة عمل كلاريون لكتاب الخيال العلمي في عام 1970 .

## أعمالها
بعد وقت قصير من نشر أول قصة لها " Crossover " في مختارات كلاريون عام 1971  ، بدأت بتلر العمل على روايتها الأولى (1976) Patternmaster وهي قصة تتكلم عن شقيقين يسعيان إلى عرش والدهما .
استمرت كتبها في الارتفاع في شعبيتها والعديد منها سيصدر تعديلات تلفزيونية أو سينمائية. أخبرت PBS ذات مرة أن قسمها كان ، "افعل الشيء الذي تحبه وافعله قدر الإمكان وكن مثابرًا عليه." القراء هم الأفضل لتفانيها وحبها للكلمات.

## وفاتها
ماتت بتلر فجأة في منزلها في سياتل إثر سقوطها مما سبب لها سكتة دماغية في 24 فبراير 2006. 

## روابط خارجية
- اوكتافيا إي بتلر على موقع IMDb (الإنجليزية)
- اوكتافيا إي بتلر على موقع الموسوعة البريطانية (الإنجليزية)
- اوكتافيا إي بتلر على موقع ميوزك برينز (الإنجليزية)
- اوكتافيا إي بتلر على موقع إن إن دي بي (الإنجليزية)
- اوكتافيا إي بتلر على موقع ديسكوغز (الإنجليزية)
- اوكتافيا إي بتلر على موقع قاعدة بيانات الفيلم (الإنجليزية)